# Terremoto de Urrao de 2021
El terremoto de Urrao de 2021 fue un movimiento telúrico que se registró en el municipio de Urrao, Antioquia Colombia, a las 17:57 (hora local) (22:57 UTC) del 1 de marzo de 2021. El origen del sismo fue localizado en zona rural de Urrao.

## Eventos
Un sismo de 5.1 grados en la escala de magnitud de momento sacudió al noroccidente de Colombia. Su epicentro fue cerca del municipio de Urrao. Ocurrió el 1 de marzo de 2021 a las 5:57 p. m. Hora local de Colombia (UTC-5). Tuvo una profundidad de 10 kilómetros. Se pudo sentir en Bello, Medellín, Itagüí, Caicedo, Betulia, Manizales y Pereira.
Varias casas resultaron dañadas y algunas destruidas en Antioquia, al menos 6 personas resultaron heridas.
. Hubo 3 fallecidos en Medellín en consecuencia del fuerte sismo.